# Chérif Camara
Mohamed Chérif Camara (21 ottobre 2002) è un calciatore guineano, difensore dell'Étoile du Sahel.

## Carriera

### Club
Camara ha iniziato a giocare nel Satellite per poi passare all'Académie SOAR nel 2021. Nell'agosto del 2022 è passato a titolo definitivo all'Hafia.

### Nazionale
Nel 2017 ha partecipato con la Guinea Under-17 al campionato mondiale di categoria; successivamente ha giocato anche nella nazionale guineana Under-23.
Nell'agosto del 2023 ha ricevuto la prima convocazione da parte della nazionale maggiore per un incontro di qualificazione per la Coppa delle nazioni africane 2023 contro il Malawi, dove non è tuttavia riuscito a debuttare.
Nel 2024 è stato convocato dalla nazionale olimpica guineana per partecipare ai Giochi della XXXIII Olimpiade.

## Palmarès

### Club

#### Competizioni nazionali
- Campionato guineano: 1

Hafia: 2023